# Хучбаров, Рустам Муххамедович
Руста́м Муххаме́дович Хучба́ров (род. 8 октября 1988) — российский борец греко-римского стиля, чемпион России 2010, обладатель Кубка мира 2013, Победитель и призёр Гран-при Ивана Поддубного, мастер спорта России международного класса. 

Тренируется под руководством Заслуженного тренера России Михаила Гамзина. Выходец из рода Гулой тайпового сообщества Мержой.

## Спортивные результаты
- Чемпионат России по греко-римской борьбе 2010 года —
- Чемпионат России по греко-римской борьбе 2018 года —